# Pokolj u Katinskoj šumi
U pokolju u Katynskoj šumi (poljski: zbrodnia katyńska, Katyń crime; ruski: Катынский расстрел), postrojbe sovjetskog Ministarstva unutrašnjih poslova (poznatije kao NKVD) ubile su više tisuća poljskih časnika. To je bio dio šire akcije NKVD-a u okviru koje je, prema zapovjedi najužeg sovjetskog rukovodstva, ubijeno oko 22 000 poljskih državljana, časnika, policajaca, intelektualaca i druge elite. Ubijani su na različitim mjestima u Rusiji, Ukrajini i Bjelorusiji. Kako su masovne grobnice kod Katina dugo bile jedine poznate, općenito se čitav ovaj aristocid naziva pokoljem kod Katinske šume.
Nakon što je 1943. Wehrmacht otkrio masovne grobnice kod Katina, prekinuti su odnosi između poljske vlade u emigraciji i Sovjetskog Saveza. Pokolj je koristila propaganda Trećeg Reicha, dok je sovjetsko rukovodstvo pod Staljinom odlučno odbijalo svaku vezu s masakrom, i za njega optuživalo Nijemce. Tek je Mihail Gorbačov 1990. jasno rekao, da je za masakr odgovoran Sovjetski Savez. Ovaj zločin do danas opterećuje rusko-poljske odnose.

## Uvod
Nakon što je potpisan Sovjetsko-njemački sporazum o nenapadanju, uslijedila je sovjetska okupacija istočne Poljske. Tako je u jesen 1939. 14 700 časnika i vojnika poljske vojske i policije palo u sovjetsko ratno zarobljeništvo.
Dne 5. ožujka 1940. članovi Politbiroa Komunističke partije Sovjetskog Saveza Staljin, Molotov, Kaganovič, Vorošilov, Mikojan, Berija i Kalinin potpisali su zapovijed za pogubljenje "nacionalista i kontrarevolucionarnih aktivista" u okupiranim područjima. Ova široka definicija omogućila je, osim časnika, vojnika i pričuvnika, ubojstvo i oko 10 000 poljskih intelektualaca i policajaca. U pismu predsjednika KGB-a Aleksandra Šeljepina Nikiti Hruščovu u ožujku 1959. spominje se broj od 21 857 žrtava. Smaknuća je izvršio NKVD u vremenu od 3. travnja do 19. svibnja 1940. godine.
Točan broj žrtava ovog zločina nije do danas pouzdano utvrđen.

## Pozadina pokolja
Sovjetski Savez je 17. rujna 1939. godine napao Poljsku s istoka. Napad je izvršen dok je Poljska bila u ratu s Njemačkom koji je počeo 1. rujna 1939. godine i trpjela značajne gubitke na zapadnom frontu. Ovaj napad je izvršen u skladu sa sporazumom Ribbentrop — Molotov kojim je izvršena podjela interesnih sfera između SSSR-a i Njemačke. Zbog brzog napredovanja Crvene armije koja je naišla na slab otpor, između 250 000 i 454.700 poljskih vojnika je zarobljeno. Oko 250.000 je odmah pušteno dok je 125 000 predano NKVD-u. NKVD je odmah oslobodio još 42 400 vojnika. Oko 170 000 oslobođenih vojnika bili su podrijetlom Ukrajinci ili Bjelorusi koji su služili u poljskoj vojsci. Oko 43 000 vojnika koji su rođeni u zapadnom dijelu Poljske (tada pod njemačkom kontrolom) predano je Nijemcima. NKVD je 19. studenog 1939. godine držao oko 40 000 poljskih ratnih zarobljenika: oko 8 500 časnika, 6 500 policijskih časnika kao i 25 000 vojnika i pričuvnih časnika.
Do ožujka 1940. godine stvorena su tri posebna logora: Kozelsk (Козельск), Ostaškov (Оста́шков) i Starobelsk (Старобельск) u kojima su se našli skoro svi poljski časnici zarobljeni u SSSR-u kojih je bilo oko 15 000.
Dugo vremena samo ovo je bilo poznato jer je, na tada zagonetan način, ovako velika skupina prestala davati znakove života (obitelji su naglo prestale dobivati pisma zarobljenika). Glasine o pokolju koje su se počele javljati 1943. godine SSSR je prešućivao ili odlučno odbacivao. Tek slabljenje i raspad te države dozvolili su da se u potpunosti sazna tijek događaja.

## Odluka o ubojstvu i motivi
Narodni komesar za unutrašnje poslove SSSR-a Lavrentij Berija 5. ožujka 1940. godine poslao je dokument (794/B) Josipu Staljinu u kojem je poslije tvrdnje da poljski vojni zarobljenici (14 736 ljudi – od toga 97 % Poljaci) kao i zatvorenici u zapadnoj Bjelorusiji i Ukrajini (18 632 ljudi - od toga 1 207 časnika i ukupno 57 % Poljaka) predstavljaju „deklarirane i beznadežno nepopravljive neprijatelje sovjetske vlasti“, izjavio da NKVD smatra da je razborito da se:
- strijelja 14 700 vojnih zarobljenika i 11 000 zatvorenika, bez saslušanja, bez iznošenja optužbi i bez odluke o okončanju istrage.[8]
- slučaj i donošenje odluka vodi trojka u sastavu: Vsevold Merkulov (vjerojatno ga je naknadno upisao Staljin iznad precrtanog Berije), Bogdan Kobulov i Leonid Baštakov.

Na dokumentu se nalaze 4 potpisa: Staljinov, Vorošilovov, Molotovov i Mikojanov, kao i dopisano – Kalinin – za, Kaganovič – za. U skladu s dokumentom Politbiro CK Komunističke partije Sovjetskog Saveza istog je dana donio odluku br. P13/144 sa sadržajem kojeg je Berija predložio, ali u kojoj brojke nisu navedene. Ova odluka predstavlja primjer vansudske presude za oko 26 000 ljudi.
U Kobulovom kabinetu se 14. ožujka održao sastanak. Na njemu je sudjelovala nekolicina šefova okruga NKVD-a. Njima se danas pripisuje pokolj. Berija je 22. ožujka izdao naredbu br. 00350 „O raspuštanju zatvora NKVD-a u Ukrajini i Bjerusiji“. U tim zatvorima većina zatvorenika bili su poljski časnici i policajci. Iz Moskve su 1. travnja stigla 3 prva pisma – uputstva namenjena logoru u Ostaškovu. Ova pisma sadržavala su imena 343 osobe i bila su početak akcije „raspuštanja zatvora“.

## Pokolj
Gore navedeni nalozi za transport su uglavnom osim nekoliko o premještanju u Juhnov (ruski: Юхнов) – bili smrtne presude. Na osnovi tih naloga stvarani su konvoji, koji su na razne načine (pješice, vlakovima ili kamionima) provođeni do mjesta gdje su ljudi ubijani. Postojalo je pet mjesta gdje su ljudi masovno ubijani, ali dva mjesta su i dalje sporna pošto nema točnih podataka pa se i dalje često navodi nekoliko lokacija na kojima su te grupe žrtava ubijene. Mjesta zločina su:
- Katyn, grad kod Smolenska s odmaralištem NKVD-a.

Ubijeno 4 410 zatvorenika iz logora Kozelsk, a od tog je broja dio vjerojatno ubijen u Smolensku u sjedištu NKVD-a. Iz logora su odlazili konvoji u grupama od 50 do 344 ljudi i to od 3. travnja do 12. svibnja. Zadnjeg dana organizirana su 2 konvoja u kojima je ukupno bilo 205 ljudi i poslana u logor u Juhnovu. Ostali su pobijeni i pokopani u 8 masovnih grobnica. Među žrtvama su bili i: kontradmiral Xawery Czernicki i generali Bronisław Bohatyrewicz, Henryk Minkiewicz i Mieczysław Smorawiński, kao i jedna žena – potporučnik Janina Lewandowska.
Konvoji su željezničkom prugom u trajanju od oko 24 sata, preko Smolenska dovoženi do stanice Gnjazdovo, prisutan svjedok na skoro cijelom putu konvoja 29. i 30. lipnja 1940. godine bio je profesor Stanisław Swianiewicz. Sa željezničke stanice časnici su autobusom prevoženi na mjesto pokolja, gdje su nad masovnim grobnicama mlađim i jačim žrtvama stavljani šinjeli preko glave i vezivane ruke konopom sovjetske proizvodnje isječenim na jednake dijelove. Potom su iz bliza ubijani iz pištolja marke Walther, kalibra 7,65 mm, uglavnom pucnjem u zadnji dio glave; neke žrtve su dodatno prebijane sovjetskom bajunetom. Na mjestu ubojstva i kod grobnica nađene su čahure metaka iz spomenutoga pištolja. Masakriranje na mjestu gdje su žrtve sahranjene nije u potpunosti potvrđeno, a postoje izvori koji kazuju da je barem dio žrtava ubijen u Smolensku, kao i Harkivu. Dokaz za ovaku tvrdnju može biti i to što su tijela u jednoj od masovnih grobnica složena drugačije nego u ostalim. Tijela su bila više zbijena, složena i okrenuta licem na dolje. Ostatci žrtava pokopani su u 8 masovnih grobnica.
- Harkiv, okružno sjedište NKVD-a

Ubijeno 3 739 zatvorenika iz logora u Starobelsku. Iz logora su odlazili konvoji od 5. travnja do 12. svibnja. Dva konvoja od 25. travnja i 12. svibnja u kojima je ukupno bilo 78 ljudi poslano je u logor u Juhnovu. Ostali su ubijeni i pokopani u masovnim grobnicama u okolini Harkiva, 1,5 kilometara od sela Pjatihatki (Пятихатки). Tom prilikom ubijeni su generali: Leon Billewicz, Stanisław Haller, Aleksander Kowalewski, Kazimierz Orlik-Łukoski, Konstanty Plisowski, Franciszek Sikorski, Leonard Skierski, Piotr Skuratowicz i Alojzy Wir-Konas.
Konvoji sa zarobljenicima su vagonima dolazili do Harkiv, a sa željezničke stanice automobilima do zatvora NKVD-a. Poslije identifikacije zatvorenicima su vezivane ruke, potom su uvođeni u dvoranu u kojoj su ubijani pucnjem u potiljak. Tijela ubijenih su, s rupcima vezanim oko glave, po noći odvožena kamionima i pokapana.
- Tver, okružno sjedište NKVD-a

Ubijeno 6 314 zatvorenika iz logora u Ostaškovu. Iz logora su odlazili konvoji od 4. travnja do 16. svibnja. Tri konvoja od 29. travnja, 13. i 16. svibnja u kojima je ukupno bilo 112 osoba poslano je u logor u Juhnovu. Ostali su ubijeni i pokopani u preko 20 masovnih grobnica u okolini Tvera u naselju Mednoje (Медное).
Konvoji sa zarobljenicima pješice su dovođeni preko zaleđenog jezera Seliger do naselja Tupik i željezničke stanice Soroga, a potom vagonima do Tvera u zgradu NKVD-a (sada je Tverski medicinski institut). U podrumu je svaki zarobljenik identificiran, poslije čega je dovođen do tapeciranih vrata. Slično kao i u Harkivu, žrtve su ubijane pucnjem u potiljak iz pištolja marke Walther. Prvi put, kada je došao konvoj od 390 osuđenika izvršitelji su imali problema s ubijanjem tako velikog broja ljudi pa sljedeći konvoji nisu prelazili brojku od 250 osoba. Ostatci ubijenih su odnošeni na kamione koji su čekali ispred i potom voženi do 32 km udaljenog naselja Mednoje. Tamo je, na ljetnikovcu Tverskog NKVD-a na kraju šume, uz pomoć bagera iz Moskve već bila pripremljena raka dubine 4-6 m u kojoj se moglo smjestiti oko 250 posmrtnih ostataka. Leševi su ubačeni u raku poslije čega je bager zatrpavao leševe i pripremao raku za sljedeći dan.
- Kijev

Ubijeno 3 435 (po drugim podacima 4.181) zatvorenika iz zapadne Ukrajine.
- Minsk, ul. Lenjina 17

Ubijeno 3 870 (po drugim podacima 4 465) zatvorenika iz zapadne Bjelorusije.
U Katiynskom masakru NKVD je pobio skoro polovinu ukupnog broja poljskih časnika. Među ubijenim časnicima bilo je ukupno 14 generala. Masovno ubojstvo je izbjeglo jedino 395 (često se spominje i brojka od 448) zatvorenika[3] koji su prebačeni u logor u Juhnovu. Među zarobljenicima koji su prebačeni u Juhanov su bili i Stanisław Swianiewicz i Józef Czapski.

## Razdoblje skrivanja pokolja
Poslije izvršenja pokolja, koji je imao status državne tajne, za obitelji ubijenih nastupila je nagla tišina, prestala su stizati pisma, pisma koja su slana ubijenima su se vraćala, svaki pokušaj dolaska do podataka o sudbinama zarobljenika i mjestu gdje se oni nalaze nailazio je na zid šutnje. Počele su se javljati razne glasine, između ostalih da su zarobljenici poslani u logore na sjeveru Rusije, na Zemlju Franje Josipa i Novaju zemlju i da su utopljeni u Bijelom moru ili Sjevernom ledenom moru.
U ovom razdoblju nije se javljala teza koja će ubrzo postati veoma zastupljena o umiješanosti Nijemaca u sudbinu zarobljenika. Iako su se odnosi Poljske i SSSR-a izmijenili nabolje nakon napada Njemačke na SSSR, Sovjetske vlasti nisu odgovarale na zahtjev poljske vlade da objasni status zarobljenika.
U ovom razdoblju pojavljuje se izvješće iz 1940. godine koje je premijeru Churchillu poslao bivši vlasnik Katyna i koji je vidio ubacivanje tijela u jame.